# Cereus uruguayanus
Cereus uruguayanus là một loài thực vật có hoa trong họ Cactaceae. Loài này được R. Kiesling mô tả khoa học đầu tiên.

## Hình ảnh

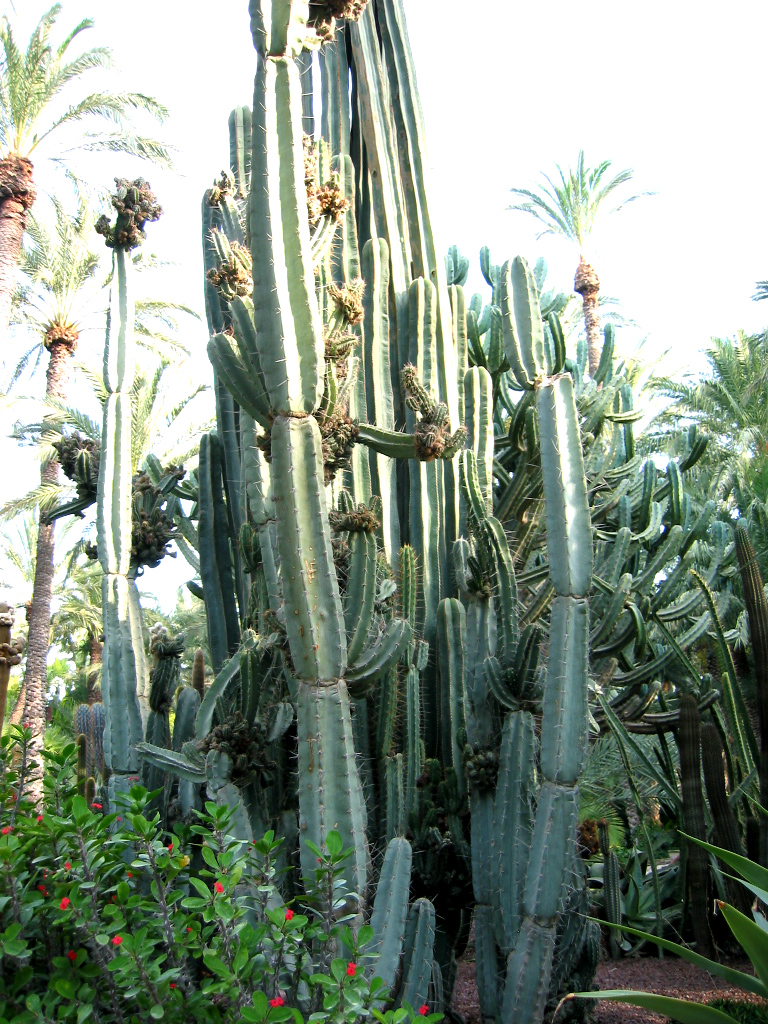
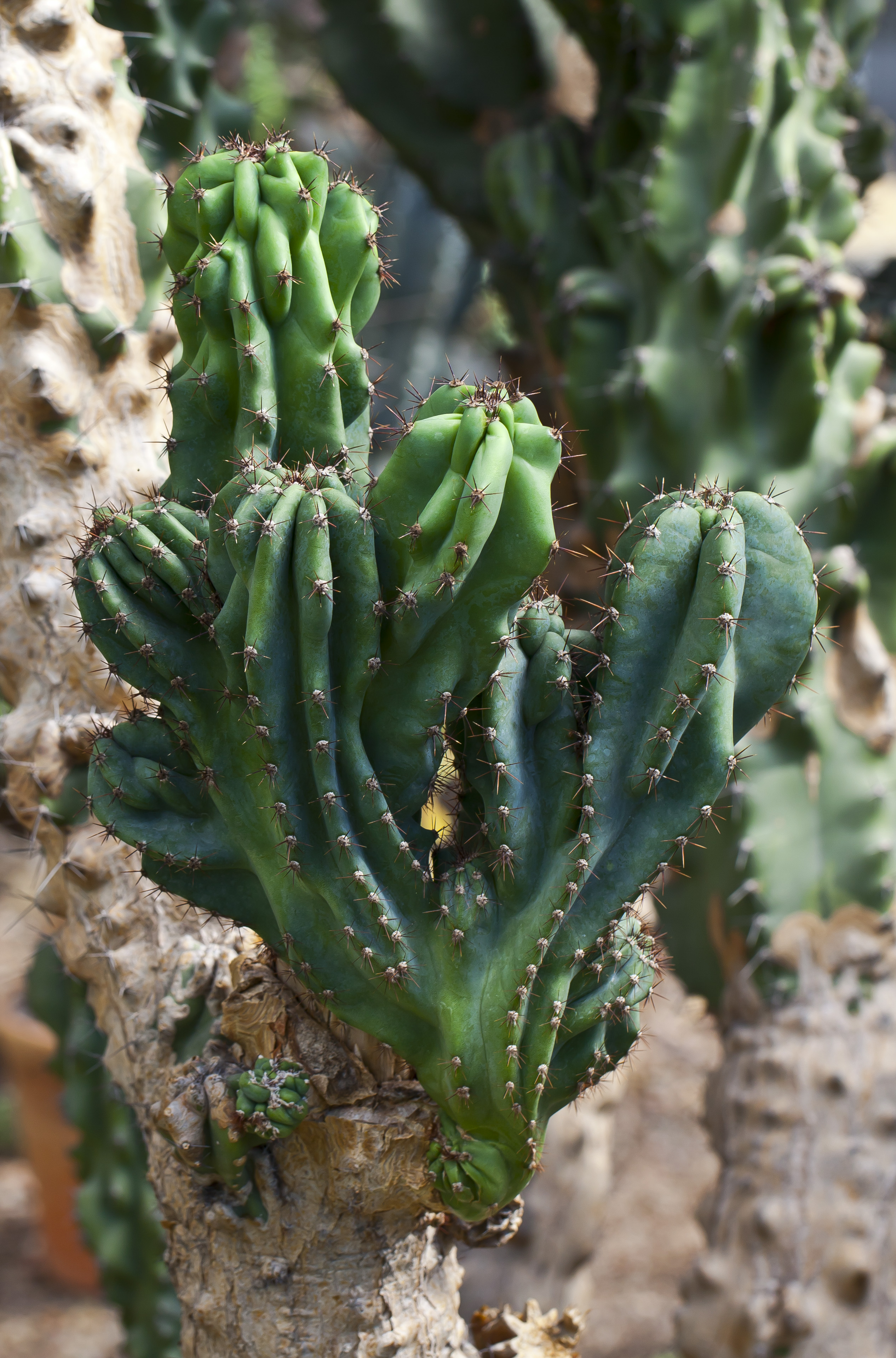
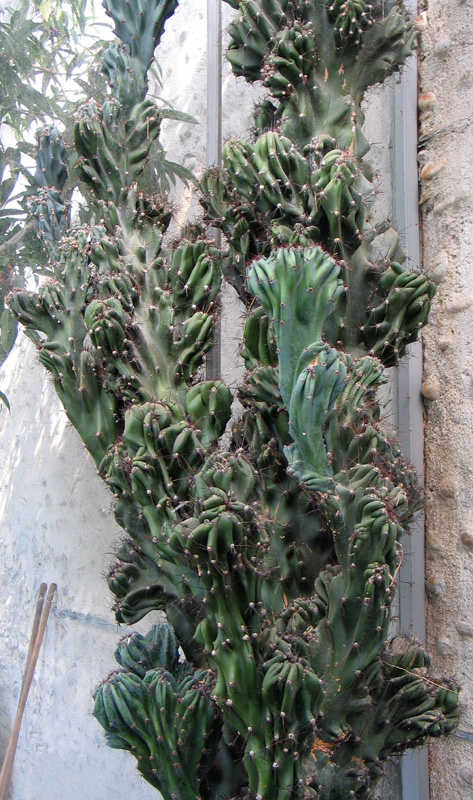